# Nuthetes
Nuthetes is een geslacht van vleesetende theropode dinosauriërs dat tijdens het vroege Krijt leefde in het gebied van het huidige Engeland.

## Vondst en naamgeving
In het midden van de negentiende eeuw vond Charles Willcox, een amateurpaleontoloog wonend te Swanage, in de Feather Quarry bij Durlston Bay een aantal fossielen die hij ter bestudering voorlegde aan Richard Owen. In 1854 benoemde en beschreef Owen een kaakfragment als de typesoort Nuthetes destructor. De geslachtsnaam is afgeleid van het Koinè, het hellenistische Grieks, nouthetes, een contractie van νουθέτητης (nouthetetes), "hij die vermaant". Dit was bedoeld als een vertaling van monitor, de Engelse benaming voor een varaan, daar Owen dacht met een hagedis van doen te hebben die verwant was met de varanen. De soortaanduiding betekent "de verwoester" in het Latijn, een verwijzing naar de aanzienlijke grootte die Owen veronderstelde, gelijk aan die van de Indiase Varanus crocodilinus, en het snijdende vermogen van de tanden.
Het holotype, DORCM G 913, werd gevonden in de Cherty Freshwater Member van de Lulworthformatie, een mariene afzetting die dateert uit het middelste Berriasien, ongeveer 143 miljoen jaar oud. Het bestaat uit een linkerdentarium van de onderkaak dat nog negen tanden bevatte. Een tijdlang werd gevreesd dat het kwijtgeraakt was maar het werd in de jaren zeventig teruggevonden in het Dorset County Museum.

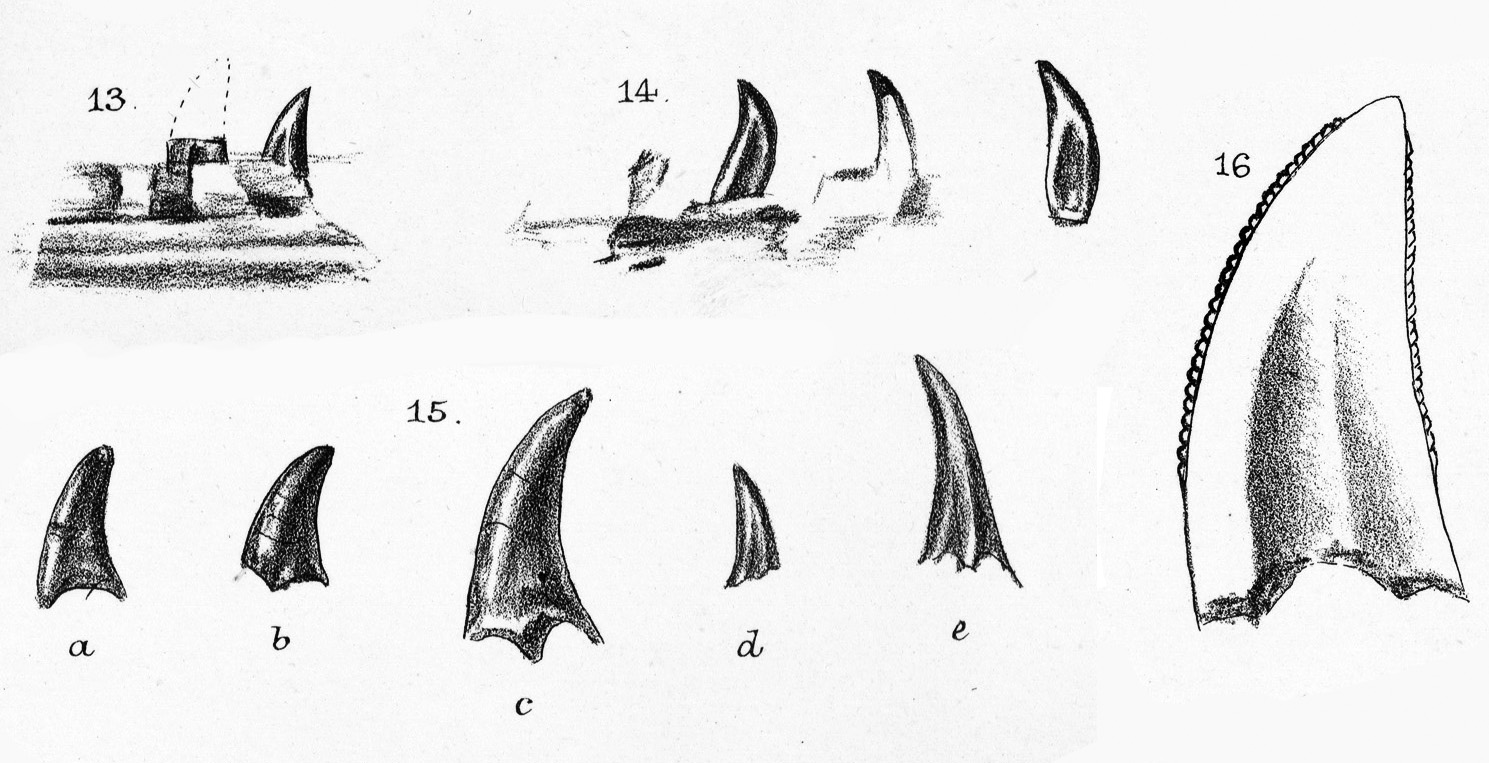
Tanden van Nuthetes

In 1878 wees Owen nog twee fossielen aan de soort toe: BMNH 48207, bestaande uit een plaat en tegenplaat waarop stukken van een 52,5 millimeter lang onderkaakfragment met vijf tanden en BMNH 48208, een verzameling losse tanden. Owen meende dat jaar ook huidpantser van Nuthetes ontdekt te hebben, opgegraven in Dorset. Voor de pantserplaatjes had hij de nieuwe naam granicones bedacht. In 2002 werden die geïdentificeerd als afkomstig van de poten van een schildpad, wellicht Helochelydra anglica of "Tretosternon" bukewelli.
In 1879 was Owen tot de conclusie gekomen dat het een krokodilachtige betrof. Hij wees er weer een aantal specimina aan toe: BMNH R 15870 (gevonden door R. Coran), BMNH R 15874 en BMNH R 15875 zijn tanden uit de maxilla; BMNH R 15871 komt uit de praemaxilla; BMNH R 15872, BMNH R 15873 en BMNH R 15876 zijn tanden uit het dentarium. De meeste tanden zijn afkomstig uit de Beckles Collection.
In 2002 concludeerde Angela Milner dat Nuthetes een lid was van de Dromaeosauridae. Zij wees er nog eens twee tanden aan toe: BMNH R 15877, uit een zijdelingse positie van de boven- of onderkaak, BMNH R 15878 uit de maxilla en verder de losse tand CAMSM J13951 uit de Marly Freshwater Member.
In 2006 werd een tand uit Frankrijk, specimen CHEm03.537 gevonden in Charente, toegewezen aan een nog onbepaalde Nuthetes sp.

## Beschrijving
Het kaakfragment is ongeveer 7,5 centimeter lang; de langste tand heeft een lengte van zestien millimeter. Als Nuthetes een dromaeosauride is wijst dat op een schedellengte van ongeveer 25 centimeter; Milner schatte de lichaamslengte op 2,3 meter. Aan de voorkant van het dentarium is te zien dat er nog geen samengroeiing met het rechterdentarium gevormd was, een teken dat het om een jong dier gaat. De overige eigenschappen zijn lastig vast te stellen; van het beperkte fossiele materiaal geven vooral de tanden verdere informatie over de afstamming.

## Fylogenie

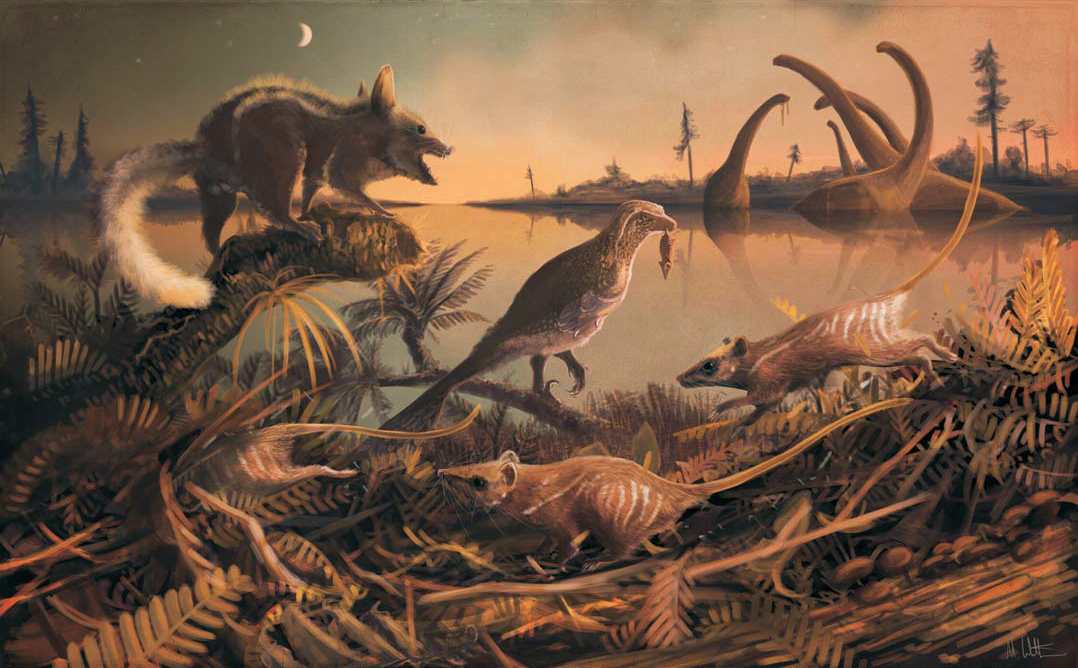
Nuthetes vangt Durlstotherium

Owen wees Nuthetes oorspronkelijk toe aan de Lacertilia en de Varanidae, later aan de Crocodylia. Pas Richard Lydekker begreep in 1888 dat het een lid was van de Dinosauria toen hij waarnam dat er echte tandkassen aanwezig waren; Owen had eerst ten onrechte gemeend dat de tanden met het bot vergroeid waren zoals bij hagedissen. Alfred von Zittel concludeerde in 1911 tot een plaatsing in de Coeluridae. William Elgin Swinton dacht in 1934 dat het een jong exemplaar uit de Megalosauridae betrof, een opvatting die lang stand zou houden; in 1970 hernoemde Rodney Steel de soort zelfs naar Megalosaurus destructor.
In 2002 stelde Milner echter vast dat het vermoedelijk een jonge dromaeosauride was, voornamelijk op grond van de tandvorm. De tanden zijn sterk gebogen waarbij de punt tot achter de lijn van de tandkas buigt, een typisch dromaeosauride kenmerk. Ook de variatie in grootte van de kartelingen op de tandranden is typerend: de zogenaamde DSDI (Denticle Size Difference Index) loopt van 1,14 tot 1,55, in het dromaeosauride bereik. In 2009 concludeerde Fabien Knoll tot een nadere bepaling in de Velociraptorinae aangezien de achterste rand van de tanden over de volle lengte gekarteld is maar de voorste rand alleen over de bovenste helft. Andere detailkenmerken spreken dat weer tegen zoals het stompe profiel van de kartelingen.
Als Nuthetes een dromaeosauride is, zou het de eerste zijn die benoemd is. Er is ook gesuggereerd dat Nuthetes basaal in de Tyrannosauroidea zou staan omdat ook die groep een gelijksoortige karteling en tandvorm bezit en de toegewezen praemaxillaire tand D-vormig in doorsnede is. De D-vorm bij Nuthetes is echter afwijkend en dus wellicht niet homoloog aan die van de tyrannosauroïden.